# Ivanpah-zonnecentrale

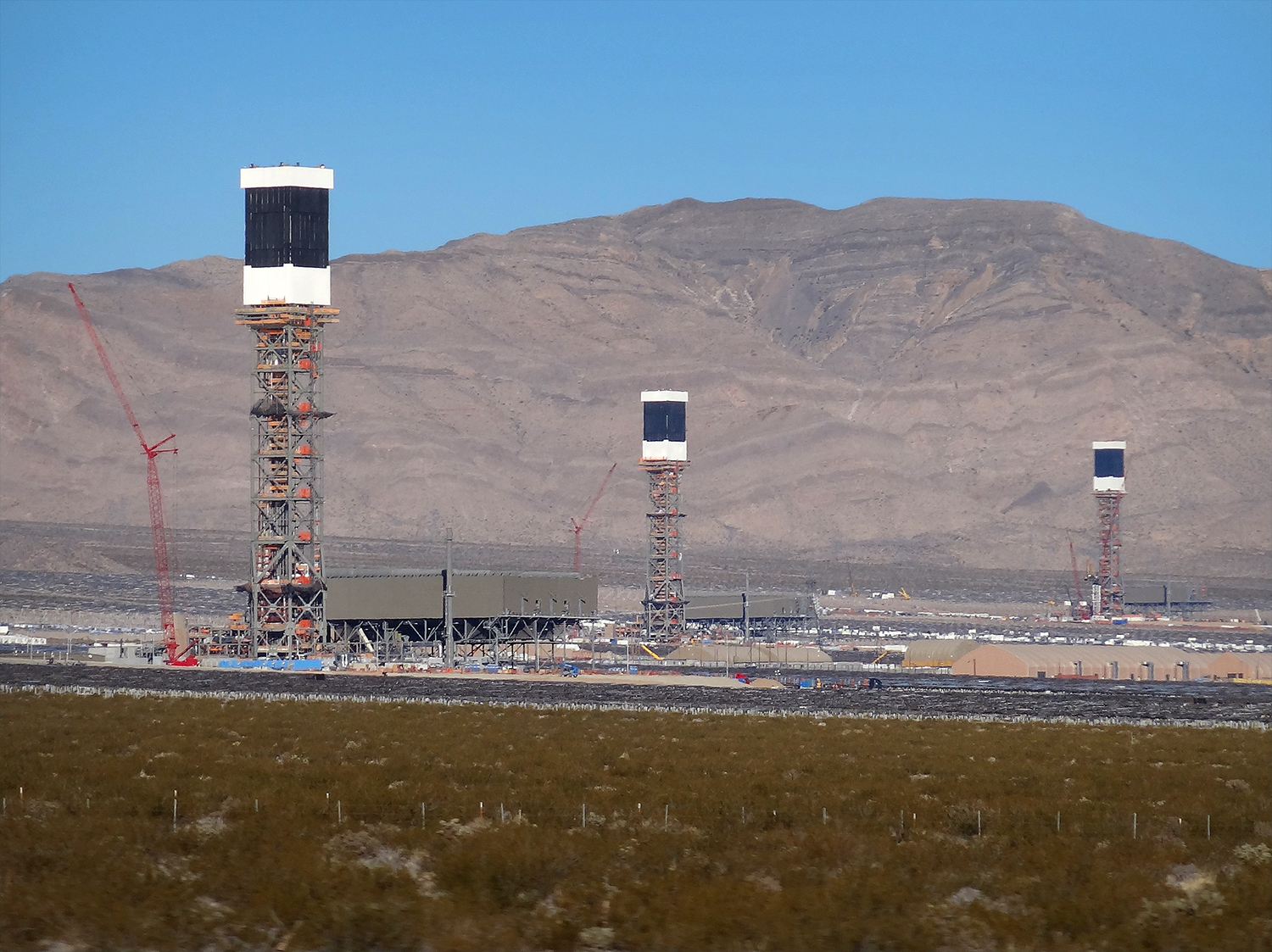
De drie torens van de Ivanpah-centrale in de Mojavewoestijn.

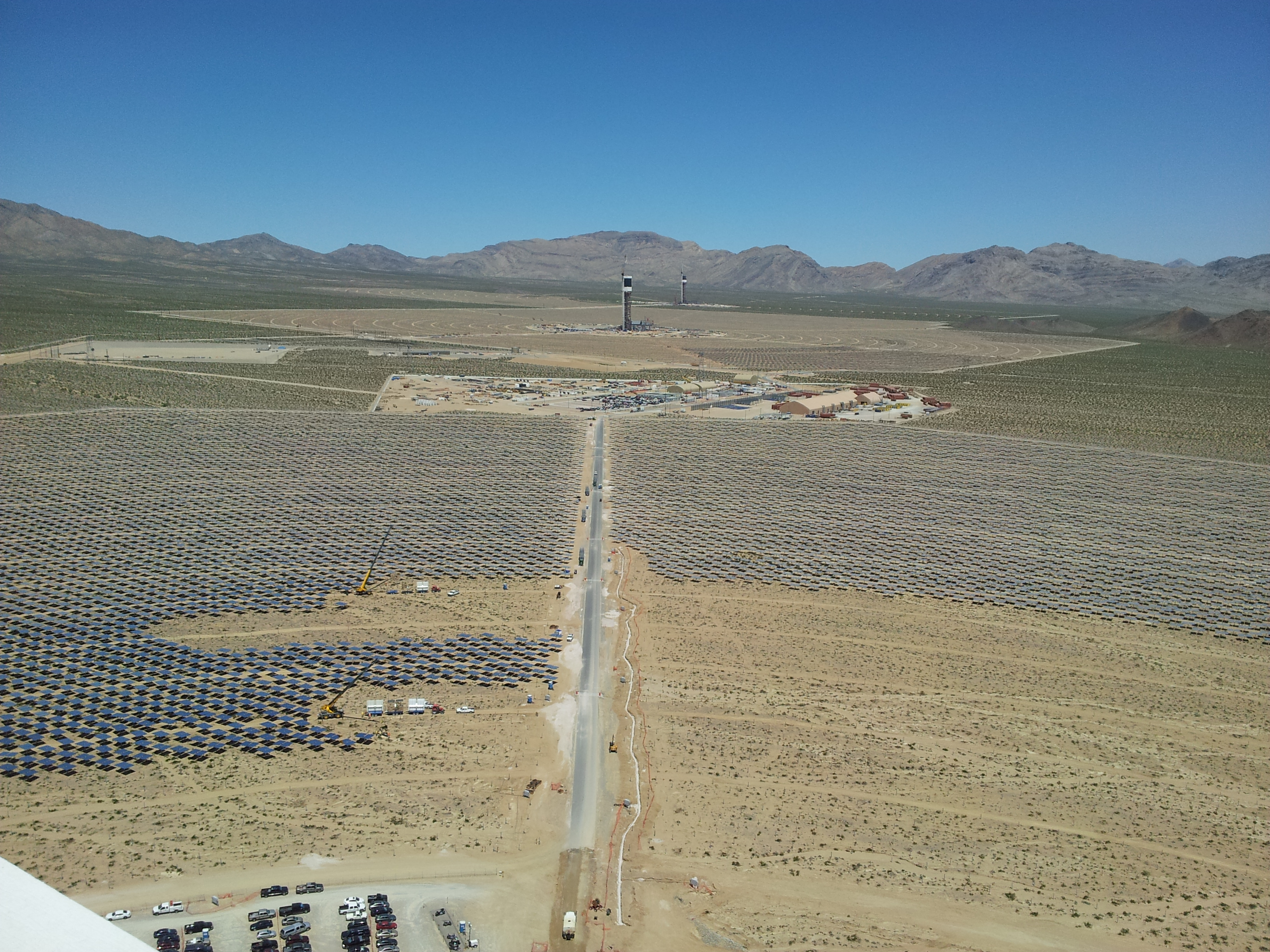
Zicht vanuit een toren.

De Ivanpah-zonnecentrale, officieel het Ivanpah Solar Electric Generating System, is een thermische zonne-energiecentrale in de Mojavewoestijn in de Amerikaanse staat Californië. De Ivanpah-centrale ligt langs de Interstate 15 zo'n 64 kilometer ten zuidwesten van Las Vegas (Nevada), in het noordwesten van San Bernardino County.
De centrale, die werkt met 173.500 draaiende spiegels (heliostaten) en drie torens, heeft een brutocapaciteit van 392 megawatt voldoende om 140.000 gezinnen van stroom te voorzien. Daarmee is de Ivanpah-centrale de grootste zonne-energiecentrale qua vermogen ter wereld. De centrale beslaat een totale oppervlakte van 16km². Het rendement wordt getaxeerd op bijna 29%.Met de bouw werd in oktober 2010 aangevangen en in september 2013 werd de eerste eenheid op het elektriciteitsnetwerk aangesloten.
Het project werd ontwikkeld door BrightSource Energy uit Oakland en Bechtel uit San Francisco. De totale kostprijs wordt geraamd op 2,2 miljard dollar. Zowel NRG Energy als Google investeerden in het project, al zegde Google haar steun voor de centrale in 2011 op.
De centrale leverde in 2015 ongeveer een derde minder elektriciteit dan was verwacht. De beheerders wijten dit tekort aan de nieuwe techniek. De productie in 2015 was 624.500 MWh, dat was 50% meer dan in 2014. Het Californische nutsbedrijf Pacific Gas and Electric Company (PG&E) neemt twee derde van de stroom af en de rest gaat naar Southern California Edison.
De Ivanpah-zonnecentrale is controversieel vanwege haar locatie in een woestijnhabitat, waar ze een bedreiging kan vormen voor de erg gevoelige woestijnschildpad. Bovendien vormt de centrale een grote belemmering in het landschap.
Begin 2025 kondigde NRG Energy aan de site in 2026 te gaan sluiten. De technologie bleek nooit optimaal te hebben gewerkt, en fotovoltaïsche zonne-energie werd “te goedkoop”. Bovendien werden voor de opslag van elektriciteit meer en meer batterijen gebruikt.